# عبد الخالق اليزدي
الشيخ عبد الخالق بن عبد الرحيم اليزدي المشهدي (1206 هـ - 1289 هـ). هو رجل دين ومؤلف شيعي إيراني من أعلام المدرسة الشيخيَّة إذ أنَّه كان من تلامذة أحمد بن زين الدين الأحسائي البارزين والمجازين عنه بالروايَّة، وكان كذلك أديباً شاعراً له أشعار باللغة الفارسيَّة. واليزدي من أهل يزد التي يستظهر أن ولادته كانت فيها، ثمَّ أقام في مشهد فنسب إليها وصار يقال إليه كذلك المشهدي، كما أقام فترة من حياته بمدينة قم، وصنَّف فيها بعض رسائله. وقد ترجم عمر كحالة لليزدي في كتابه معجم المؤلفين باسم ”عبد الخالق بن عبد الله اليزدي الخراساني الشيعي“ ذاكراً أنَّه «مدرس بالمسجد الرضوي». واعتمد محسن الأمين في ترجمته لليزدي في موسوعته أعيان الشيعة على ما ذكر في مطلع الشمس إذ نقل أنَّ اليزدي كان «يدرس في التوحيد خانه المباركة ويشتغل بالوعظ في مواسم مخصوصة وكان له تسلط عجيب في هذه الصنعة»، وبخصوص شيخيَّة اليزدي نقل الأمينَّ أن اليزدي «كان يرى رأي الشيخية وجرى بينه وبين علماء المشهد مباحثات عديدة ومناظرات لم تحسم فيها مادة النزاع».

## مؤلفاته
ذكر الطهراني عدداً من مؤلَّفات اليزدي الفارسيَّة في مواضع متفرِّقة من موسوعته الذريعة إلى تصانيف الشيعة، واستدرك أحمد الحسيني عليه بذكر ما فاته ذكره من مصنَّفات اليزدي، فتصبح القائمة الكاملة بمصنَّفات اليزدي كالتالي:
| - آداب النكاح. - شرح حديث ما ترددت في شيء أنا فاعله. - فضل علم. - مصائب الأئمة. - أسباب الحافظة. - معين الطالبين. - أنفسنا. - أصول دين. | - المناجاة الفارسية. - صلاة الجمعة. - عمل الماسة. - الأدعية والزيارات. ذكر الطهراني هذا الكتاب في موضعين من الذريعة؛ واحتمل في الموضع الأول كون هذا الكتاب لليزدي ولم يجزم بنسبته إليه، وأيَّده الكرباسي في ذلك إذ ذكر الكتاب في معجم المصنَّفات الحسينية مؤكداً نسبته لليزدي بقوله: «ونرى أنَّ احتمال الطهراني في مكانه لانسجام هذا التأليف مع تأليفاته الأخرى». ولكن الطهراني جزم بنسبة الكتاب لليزدي في الموضع الآخر قائلاً: «ثلاث مجلدات كلها من تأليف المولى عبد الخالق اليزدي». |